# Pomar de Valdivia (kommunhuvudort)
Pomar de Valdivia är en kommunhuvudort i Spanien.   Den ligger i provinsen Provincia de Palencia och regionen Kastilien och Leon, i den norra delen av landet, 260 km norr om huvudstaden Madrid. Pomar de Valdivia ligger 940 meter över havet och antalet invånare är 521.
Terrängen runt Pomar de Valdivia är huvudsakligen kuperad, men västerut är den platt. Runt Pomar de Valdivia är det mycket glesbefolkat, med 3 invånare per kvadratkilometer. Närmaste större samhälle är Aguilar de Campóo, 7,8 km väster om Pomar de Valdivia. Trakten runt Pomar de Valdivia består till största delen av jordbruksmark.